# Pepa Poch
Pepa Poch i Ripoll (Barcelona, 1960) es una artista, creadora y pintora, especialmente conocida por su uso del color. En 1980 recibió el Premio Honorífico de la Fundación Roviralta y, entre 1999 y 2014, fue miembro de la Autoridad Internacional del Color, con sede en Londres.

## Trayectoria
Hija de los pintores catalanes Francesc Poch i Romeu y Josefina Ripoll, estudió Bellas Artes en la Escuela Massana de Barcelona. Además del Premio Honorífico de la Fundación Roviralta, en 1980 también obtuvo una beca en la Fundación Pierre Cardin de París. Ha realizado estancias en París, Milán, Roma, Londres, Venecia, La Habana, Nueva York, Filipinas y Guinea, y ha participado en exposiciones colectivas en París, Canarias, Seattle y La Habana, entre otras.
En el año 2009 recibió el Premio Funde a la actividad artística y cultural, y en 2010 el Premio Continuará que otorga el segundo canal de Radio Televisión Española. En esos años inaugura múltiples exposiciones individuales, tanto nacionales como internacionales: la muestra «La Mar Salada», en 2004, visitó Madrid y Córdoba. En 2008, la exposición individual itinerante «Survivors» viaja a Barcelona, Luxemburgo, Chicago, Nueva York, Miami y Tenerife. Asimismo, en 2011, inaugura la muestra «Té Turquesa» en la Galería Sargadelos de Barcelona, y en ese mismo año participa en la exposición colectiva «Sister Cities Miami Beach 2011» en el art déco Welcome Center de Miami. En 2012 participó en la 11 edición de la Bienal de La Habana (Cuba), con el proyecto «Pepa Poch, un Caribe Mediterráneo». En 2013 tuvo lugar la exposición individual «Pepa Poch Philippines», en el Ayala Museum de Manila, Filipinas; y ese mismo año se estrenó la muestra individual «Talking Place» en la galería Martin Elements Cork de Palamós (Gerona). La muestra se expuso posteriormente en el Royal Institute of British Architecture de Londres. En 2014 inauguró la exposición individual «Lanzarote Infinita», en la Sala Museo de Arte Ermita de San Antonio de Tías, Lanzarote.